# Hugues Duroy de Chaumareys
Hugues Duroy de Chaumareys ou Chaumareix, né le 20 décembre 1763 à Vars-sur-Roseix et mort le 23 novembre 1841 à Bussière-Boffy, est un officier de marine français, surtout connu pour avoir été le capitaine de la Méduse au moment de son naufrage en 1816.

## Biographie
Issu d'une ancienne famille bourgeoise anoblie sous Louis XIV, se disant apparenté par sa mère à l'amiral d’Orvilliers, Chaumareys est entré à treize ans dans la Marine royale. Il est nommé enseigne en 1778, puis lieutenant de vaisseau. En 1790, il fuit la Révolution française pour trouver refuge en Angleterre. 
En 1795, il participe à l'expédition de Quiberon dans le régiment Hector ou Marine Royale — un des régiments de l'armée des émigrés — dont il est l'un des rares rescapés, ayant réussi à s'évader. 
Il passe ensuite en Westphalie en Allemagne où il épouse en 1796 Sophie Élisabeth von der Brüggeney, dite von Hasenkamp,, issue d'une famille de chevaliers teutoniques.
Gracié lors de la Restauration en tant que « rentrant », en 1815 il profite d'un décret lui permettant de réintégrer la Marine royale et obtient le grade et la pension de capitaine de frégate. Après 25 ans passés à terre, il prend le commandement de la frégate la Méduse, en remplacement du commandant bonapartiste François Ponée.

### LaMéduse
En juin 1816, la Méduse entame une mission qui doit l'amener au Sénégal, escortée de trois voiliers. Elle transporte le futur gouverneur Schmaltz. Mais rapidement, Chaumareys dédaigne les conseils et les appels à la prudence des officiers du bord. Il prend la décision de distancer les navires qui l'accompagnent en s'approchant des côtes de Mauritanie. Il se trompe dans ses calculs relatifs à la position de la Méduse et refuse d'écouter ceux qui tentent de le détromper. Chaumareys est persuadé que le navire a dépassé un haut-fond bien connu, le banc d'Arguin, et peut donc voguer sereinement à pleine vitesse. La Méduse est en réalité plus au nord que ce qu'indiquent les calculs de Chaumareys.
Le 2 juillet, malgré les signes manifestes que le navire ne se trouve plus en eaux profondes, Chaumareys s'oppose à la réalisation de sondages visant à déterminer la profondeur de l'eau. À 15 h 15, la Méduse heurte le sable du banc d'Arguin et fracasse sa quille. Après qu'une tempête le 4 juillet a aggravé les dégâts, il est décidé d'abandonner le vaisseau en embarquant dans les chaloupes. Mais celles-ci ne sont pas assez nombreuses et un radeau est construit à la hâte.
Le 5 juillet, les chaloupes et le radeau sont mis à l'eau, reliés entre eux par un filin. Dix-sept hommes choisissent de rester sur l'épave de la Méduse plutôt que d'embarquer sur le radeau. Celui-ci ne flotte que péniblement, ses cent cinquante-sept passagers se trouvant partiellement submergés. Ses planches mal jointes sont une source de blessures pour ceux qui s'y coincent les jambes. Sa conception et son poids ne lui permettent pas de suivre les déplacements des chaloupes. Chaumareys prend place dans une des chaloupes. Après quelques heures, le filin reliant le radeau aux chaloupes est rompu, sans qu'il ne soit établi, encore aujourd'hui, s'il s'agit d'un accident ou d'un acte volontaire. Les témoignages de Savigny et Corréard accablent « M. R. », c'est-à-dire le lieutenant Reynaud, qui aurait agi sur l'ordre de Schmaltz.
La chaleur, les blessures, la faim, la soif, les chutes dans l'océan et les conflits violents entraînent la mort de la plupart des passagers et forcent les survivants à recourir au cannibalisme pour se nourrir. Le 18 juillet, l'Argus, l'un des voiliers qui devaient escorter la Méduse, aperçoit enfin le radeau. Chaumareys, rescapé un peu plus tôt, l'avait envoyé rechercher, non pas le radeau, mais la Méduse pour y récupérer les pièces d'or et d'argent laissées à bord. Les quinze survivants du radeau sont hissés à bord, mais cinq d'entre eux, trop affaiblis, meurent peu après. Sur la Méduse, ce sont trois personnes qui sont ensuite secourues parmi les dix-sept qui étaient restées sur l'épave.
Le naufrage de la Méduse vaut un procès à Chaumareys : arrêté dès son retour en France, il risque la peine de mort. Il est jugé le 25 février 1817 par un conseil de guerre — composé du contre-amiral L. de La Tullaye et de sept capitaines de vaisseau — tenu à bord du vaisseau amiral mouillé en rade de Rochefort. Le 3 mars 1817, il est reconnu coupable de l'échouement de la Méduse, de son abandon et de sa perte, ainsi que de l'abandon du radeau. Privé de ses décorations de chevalier des ordres royaux de la Légion d'honneur et de Saint-Louis, il est rayé des officiers de la Marine royale et condamné à trois ans de prison.
Après son emprisonnement, il se retire dans la demeure de sa mère, le château de Lachenaud à Bussière-Boffy, où il accumule les dettes. Veuf en 1837, il est tourmenté de remords pour le drame de la Méduse. Après sa mort, à la saisie de son château, son fils se suicide.